# Nervilia pallidiflora
Nervilia pallidiflora är en orkidéart som beskrevs av Rudolf Schlechter. Nervilia pallidiflora ingår i släktet Nervilia och familjen orkidéer. Inga underarter finns listade i Catalogue of Life.